# Michael Epstein
Sir Michael Anthony Epstein (ur. 18 maja 1921 w Londynie, zm. 6 lutego 2024) – brytyjski patolog i wirusolog.

## Życiorys
Michael Epstein studiował medycynę na uniwersytecie w Cambridge i Middlesex Hospital Medical School. W 1961, kiedy był asystentem w pracowni patologii londyńskiego szpitala Middlesex zafascynowała go prezentacja Burkitta na temat jego badań epidemiologicznych.
Burkitt po raz pierwszy opisał nazwanego swym nazwiskiem chłoniaka w 1958 roku. Jego praca jak i inne na ten temat nie budziły początkowo większego zainteresowania. Wszystko zmieniło się w 1961, kiedy Burkitt opublikował w czasopiśmie Cancer nowe zestawienie chłoniaków złośliwych występujących u afrykańskich dzieci. Epstein poprosił Burkitta o kilka wycinków guzów i natychmiast rozpoczął badania nad obecnością wirusów w pozyskanym materiale, lecz okazały się one być niemożliwe do hodowli. Wtedy Epstein i jego asystentka Yvonne Barr zniechęceni kilkoma latami bezowocnej pracy zdecydowali się na zupełnie inne podejście do postawionego sobie zadania – po raz pierwszy wyizolowali rozwijające się ludzkie limfocyty. W 1964, podczas badania tychże limfocytów przy pomocy mikroskopu elektronowego, Epstein dostrzegł cząstki podobne do wirusa HSV, znane dziś jako wirus Epsteina-Barr.
W 1968 Epstein został profesorem patologii na uniwersytecie w Bristolu. W 1979 wszedł w skład Towarzystwa Królewskiego Dwa lata później został uhonorowany „Nagrodą za wybitne osiągnięcie w badaniach nad rakiem”. W 1985 roku otrzymał Order Imperium Brytyjskiego III klasy (CBE). W 1991 nadano mu tytuł szlachecki.